# Neoblattella guanayara
Neoblattella guanayara är en kackerlacksart som beskrevs av Gurney 1942. Neoblattella guanayara ingår i släktet Neoblattella och familjen småkackerlackor.
Artens utbredningsområde är Kuba. Inga underarter finns listade i Catalogue of Life.